# Marcelo Toscano
Marcelo Toscano (sinh ngày 12 tháng 5 năm 1985) là một cầu thủ bóng đá người Brasil.

## Sự nghiệp câu lạc bộ
Marcelo Toscano đã từng chơi cho Omiya Ardija.